# Żarnowiec (Krokowa)
Żarnowiec (deutsch Zarnowitz) ist ein Dorf der Landgemeinde Krokowa (Krockow) im Powiat Pucki (Putziger Kreis) der polnischen Woiwodschaft Pommern.

## Geographische Lage
Das Dorf  liegt in der Nähe der Grenze zwischen dem ehemaligen Westpreußen und Hinterpommern, etwa 24 Kilometer nordnordwestlich von  Wejherowo (Neustadt in Westpreußen), 26 Kilometer nordwestlich von Puck (Putzig) an der Danziger Bucht und fünf Kilometer südlich des Ostseestrands.
Westlich des Dorfs fließt aus dem Zarnowitzer See (poln. Jezioro Żarnowieckie) die Piasnitz (Piaśnica) durch das Piasnitz-Bruch in die Ostsee.

## Geschichte

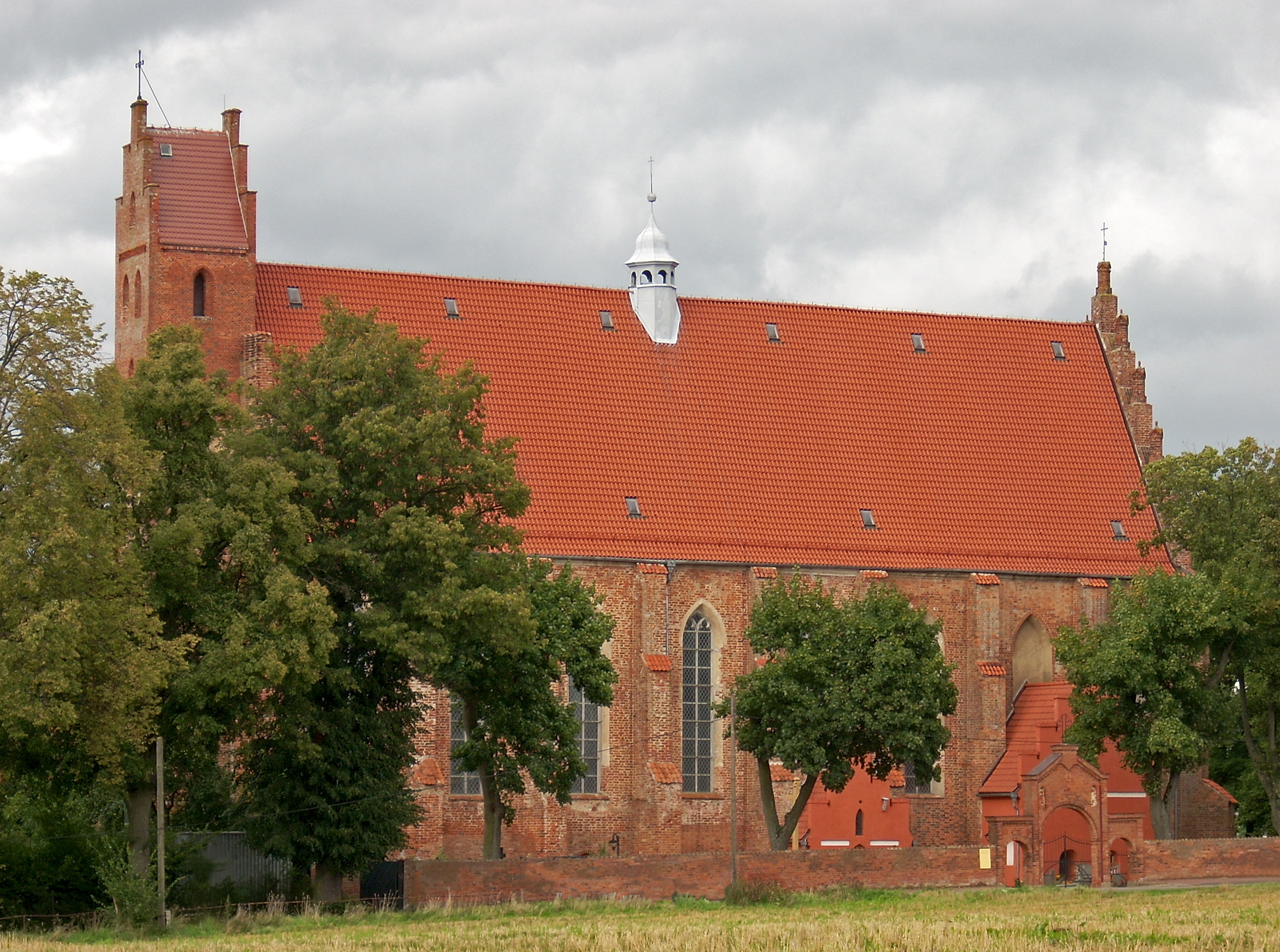
Dorfkirche, ehemals Kirche des Nonnenklosters Zarnowitz

Überlieferte Formen des Ortsnamens sind Zarnowitz (ca. 1215), Sarnovicz (1220) und Czarnoeitz (1425); im Jahr 1215 erhielt das Kloster Oliva das Dorf, das zum Burgbezirk Danzig gehörte und administrativ dem Kastellan von Putzig unterstand, vom pommerellischen Fürsten Sobiesław II., Sohn Sambors I. und Neffe Mestwins I., geschenkt. Bereits vor 1235 wurde im Ort als Filiale des Klosters Oliva das Nonnenkloster Zarnowitz gegründet. 1309 kam die Ortschaft zusammen mit Pommerellen an den Deutschordensstaat.
Bei der Zweiteilung Preußens durch den Zweiten Frieden von Thorn wurde das Putziger Gebiet dem autonomen, unter der Schirmherrschaft der Krone Polens stehenden Preußen Königlichen Anteils zugeordnet.
Im Rahmen der ersten polnischen Teilung 1772 kam Zarnowitz zum Königreich Preußen. Im Jahr 1789 wird Zarnowitz als ein königliches Dorf und Erbpachts-Vorwerk mit einer katholischen Kirche, einem Benediktiner-Nonnenkloster und 23 Feuerstellen (Haushaltungen) bezeichnet. 1808 wurde für die Zarnowitzer Landwirte, die auf der königlichen Domäne Zarnowitz dienstpflichtig gewesen waren, die Bauernbefreiung angeordnet.  1864 hatte der Gemeindebezirk einen Flächeninhalt von 5260,5 Morgen, innerhalb der Gemeindegrenzen standen 49 Wohngebäude und drei gewerbliche Gebäude.
Im Jahr 1919 war das Dorf Zarnowitz dem Kreis Putzig im Regierungsbezirk Danzig der Provinz Westpreußen des Deutschen Reichs zugeordnet.
Nach dem Ersten Weltkrieg musste der größte Teil des Kreises Putzig, darunter auch Zarnowitz, aufgrund der Bestimmungen des Versailler Vertrags am 10. Januar 1920 zum Zweck der Einrichtung des Polnischen Korridors an Polen abgetreten werden. Nach dem Überfall auf Polen 1939 wurde das Kreisgebiet vom Deutschen Reich annektiert; Zarnowitz wurde dem Kreis Neustadt in Westpreußen im Reichsgau Danzig-Westpreußen zugeordnet, zu dem der Ort bis 1945 gehörte.
Gegen Ende des Zweiten Weltkrieges kam die Region im Frühjahr 1945 wieder an Polen.

## Bevölkerungsentwicklung
| Jahr | Einwohner | Anmerkungen |
| ---- | --------- | --- |
| 1818 | 279       | in 32 Häusern |
| 1864 | 520       | in 49 Wohngebäuden |
| 1871 | 402       | davon 273 in der Landgemeinde und 129 im Gutsbezirk |
| 1885 | 433       | [ 10 ] |
| 1905 | 608       | davon 382 in der Landgemeinde und 226 im Gutsbezirk |
| 1910 | 629       | am 1. Dezember; davon 389 im Gemeindebezirk, darunter 75 mit deutscher Muttersprache (41 Evangelische, 30 Katholiken und vier Juden), 97 mit polnischer Muttersprache (sämtlich Katholiken) und 206 mit kaschubischer Muttersprache (sämtlich Katholiken); sowie 240 im Gutsbezirk, darunter 105 mit deutscher Muttersprache (94 Evangelische, neun Katholiken und zwei Juden), zwei mit polnischer Muttersprache (sämtlich Katholiken) und 133 mit kaschubischer Muttersprache (sämtlich Katholiken). |

## Sehenswürdigkeiten
- Dorfkirche, ehemalige Kirche des Nonnenklosters Zarnowitz

## Sonstiges
Am 17. September 1462 fand zwischen Zarnowitz und dem südöstlichen Nachbarort Schwetzin die Schlacht bei Schwetzin statt, in der die Deutschordensritter eine schwere Niederlage erlitten und auch ihr Heerführer Fritz von Raveneck ums Leben kam; ihn ließen die Sieger später ehrenvoll im Kloster Zarnowitz bestatten.  Die Schlacht, die als Wendepunkt im Dreizehnjährigen Krieg gilt,   ist in der Geschichtsschreibung auch als Schlacht bei Zarnowitz bezeichnet worden.
Im November 2018 gab die Polnische Regierung bekannt, dass das Dorf als einer der in Frage kommenden Standorte für den Bau eines Kernkraftwerkes vorgeschlagen wurde.